# Варгас, Фредди (футболист)
Фредди Энрике Варгас Пеньеро (исп. Freddy Enrique Vargas Piñero; род. 1 апреля 1999, Баркисимето) — венесуэльский футболист, вингер клуба «Маккаби Нетания» и сборной Венесуэлы.

## Клубная карьера
Варгас — воспитанник клуба «Депортиво Лара». 27 февраля 2017 года в матче против «Португесы» он дебютировал в венесуэльской Примеры. В поединке против «Атлетико Венесуэла» Фредди забил свой первый гол за «Депортиво Лара». В 2021 году Варгас перешёл в американский «Даллас» на правах аренды. 18 апреля в матче против «Колорадо Рэпидз» он дебютировал в MLS. В 2022 году Варгас перешёл в «Метрополитанос». 10 июня в матче против своего бывшего клуба «Депортиво Лара» он дебютировал за новую команду. 9 июля в поединке против «Интера де Баринас» Фредди забил свой первый гол за «Метрополитанос».
В 2023 году Варгас на правах аренды перешёл в израильский «Маккаби Бней Рейне». В матче против «Бейтара» он дебютировал в чемпионате Израиля. 5 декабря в поединке против «Хапоэль Хадера» Фредди забил свой первый гол за «Маккаби Бней Рейне».
В 2014 году Варгас подписал контракт с «Маккаби Нетания». 15 сентября в матче против «Бейтара» он дебютировал за новую команду. 9 декабря в поединке против «Ирони Тибериас» Фредди забил свой первый гол за «Маккаби Нетания».

## Международная карьера
10 сентября 2021 года в отборочном матче чемпионата мира 2022 против сборной Парагвая Варагс дебютировал за сборную Венесуэлы.